# 伊万诺-弗兰科夫斯克州
伊万诺-弗兰科夫斯克州（羅馬化：Ivano-Frankivska oblast），又译伊万诺-弗兰基夫斯克州，是烏克蘭的一州，州府为伊万诺-弗兰科夫斯克（伊万诺-弗兰基夫斯克）。面積13,900平方公里，人口数量为1,361,109人（2021年估计）。
此區域在1920至1939年間屬於波蘭的斯坦尼斯瓦乌夫省。

## 行政区划
2020年7月18日乌克兰行政区划改革后，伊万诺-弗兰科夫斯克州划分为6个区，每个区再划分为若干市镇。六个区为：
- 伊万诺-弗兰科夫斯克区
- 卡盧什區
- 科洛梅亞區
- 科西夫区
- 纳德维尔纳区
- 韋爾霍維納區